# Ante

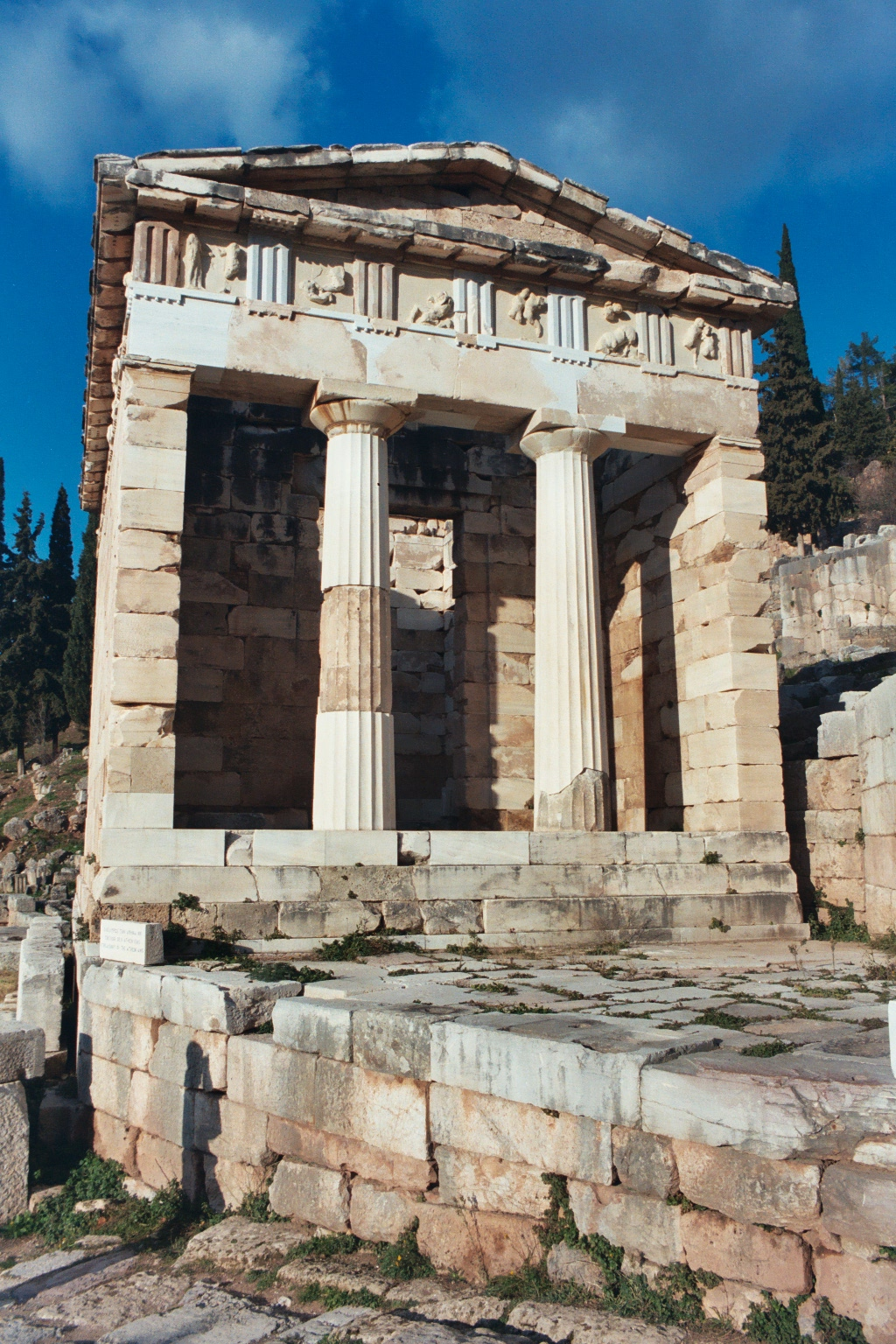
Az athéniak kincsesháza Delphoiban, előcsarnok antéval

Ante előrevont fal az antik görög és római építészetben. Előfordult azonban már a történelem előtti építményeknél is. Az ante homlokzati része többnyire ante-pillérként megerősített, ante-alapon nyugszik és ante fejrészben végződik. Ezen túl az ante-pillérek más kövekből is állhatnak, mint a hozzá csatlakozó falak, sőt akár monolit kő is alkothatja, amely így különös hangsúlyt kaphat például  a (Tegeai Athena-templom ). Az épület frontján az ante-pillérek fölött normál architráv van.
Templom esetében az ante a cella meghosszabbított oldalfala. Az ante azonban – mint az athéni Parthenón esetében – nagyobb falvastagsággal is rendelkezhet. Az ante révén a templom elő- és esetleges hátsó csarnoka oldalról lehatárolttá válik. Ante-templomnak vagy templum in antisnak nevezzük azt a templomot, amelyben a két ante közt (in antis) oszlopok állnak . Kettős ante-templom alatt értjük azt a templomot, amelynek front- és hátoldalán is oszlopok állnak in antis . A peripterosz esetében is, ahol a cellát egy oszlop-gyűrű perisztaszisz veszi körül, az anték oldalról lehatárolják a cella elő- és hátsó csarnokát, a pronaoszt és az opiszthodomoszt.
Azt feltételezik, hogy ez az építészeti forma a vályogépítés terméke, mert a falnyelveket a homlokzati oldalon horizontális fagerendával erősítették meg és stabilizálták. Ugyanakkor a kőalapú, történelem előtti időkből ismert megalit-építményeknél is megtalálhatók, ahol az asztülosz fedetlen formájaként lép fel.

## Fordítás
Ez a szócikk részben vagy egészben  az   Ante (Architektur) című német Wikipédia-szócikk ezen változatának fordításán alapul.  Az eredeti cikk szerkesztőit annak laptörténete sorolja fel. Ez a jelzés csupán a megfogalmazás eredetét és a szerzői jogokat jelzi, nem szolgál a cikkben szereplő információk forrásmegjelöléseként.